# لوئیس مارین ساباتر
لوئیس مارین ساباتر (انگلیسی: Luis Marín Sabater; ۴ سپتامبر ۱۹۰۶ – ۲۱ دسامبر ۱۹۷۴ (۶۸ سال)) بازیکن فوتبال اهل اسپانیا بود.
از باشگاه‌هایی که در آن بازی کرده‌است می‌توان به باشگاه فوتبال رئال مادرید، باشگاه فوتبال گرانادا، باشگاه فوتبال اتلتیکو مادرید، و باشگاه فوتبال اتلتیکو مادرید، اشاره کرد.